# Résolution 399 du Conseil de sécurité des Nations unies
Membres permanents
- Chine
- États-Unis
- France
- Royaume-Uni
- URSS

Membres non permanents
- Bénin
- Guyana
- Italie
- Japon
- Libye
- Pakistan
- Panama
- Roumanie
- Suède
- Tanzanie

Résolution no 398 Résolution no 400
La résolution 399 est une résolution du Conseil de sécurité de l'ONU votée le 1er décembre 1976 concernant les Samoa et qui recommande à l'Assemblée générale des Nations unies d'admettre ce pays comme nouveau membre.

## Contexte historique
Peuplées depuis 3 000 ans environ par un peuple polynésien, les Samoa ont été occupées aux alentours de l'an 1000 av. J.-C. Elles furent conquises par les Tonga, et devinrent une province de l'Empire Tu’i Tonga, jusqu'à ce que les Samoans se révoltent avec succès au XIIIe siècle et obtiennent leur indépendance de l'empire.
Le Hollandais Jacob Roggeveen fut le premier Européen à identifier l'archipel en 1722. L'explorateur français Louis-Antoine de Bougainville nomma l'archipel les îles du Navigateur en 1768.
En 1889, fut signé le traité de Berlin, garantissant l'indépendance politique des Samoa. Le régime établi était alors une monarchie. En 1899, les Samoa furent divisées en deux parties : les Samoa allemandes et les Samoa orientales (sous contrôle américain). Cette division persiste encore aujourd'hui.
En 1914, la Nouvelle-Zélande prit le contrôle des Samoa occidentales. Elle le garda ensuite sous mandat de la Société des Nations puis sous mandat de l'Organisation des Nations unies jusqu'en 1961.
Les Samoa occidentales obtinrent leur indépendance le 1er janvier 1962 à la suite d'un référendum.
Le pays devint membre du Commonwealth en 1970 et des Nations unies en 1976.
À la suite de cette résolution ce pays est admis à l'ONU le 15 décembre 1976,.

## Texte
- Résolution 399 Sur fr.wikisource.org
- Résolution 399 Sur en.wikisource.org